# Filmografia Adama Sandlera

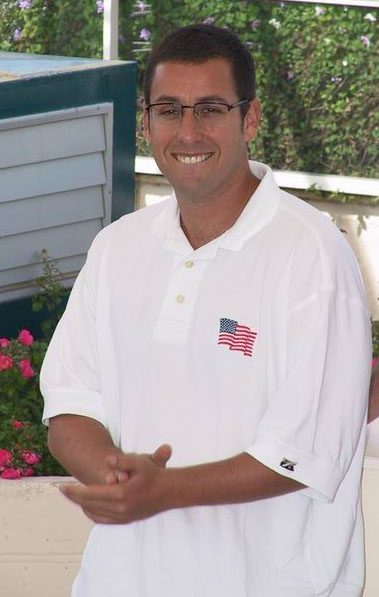
Adam Sandler na Festiwalu Filmowym w Cannes (2002)

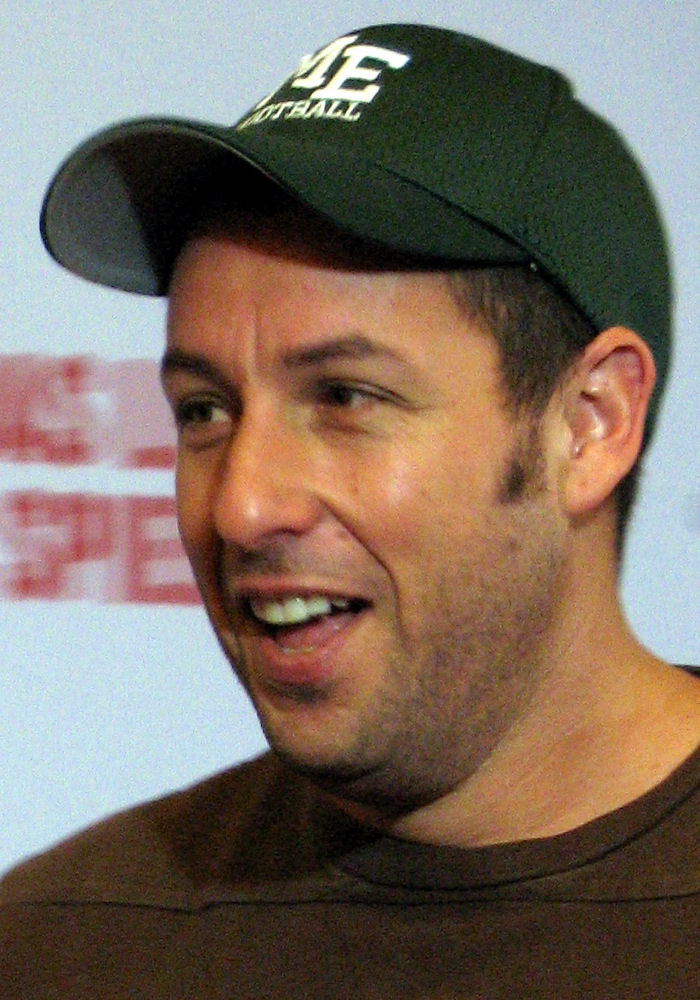
Adam Sandler podczas premiery filmu Komedianci w Berlinie (2009)

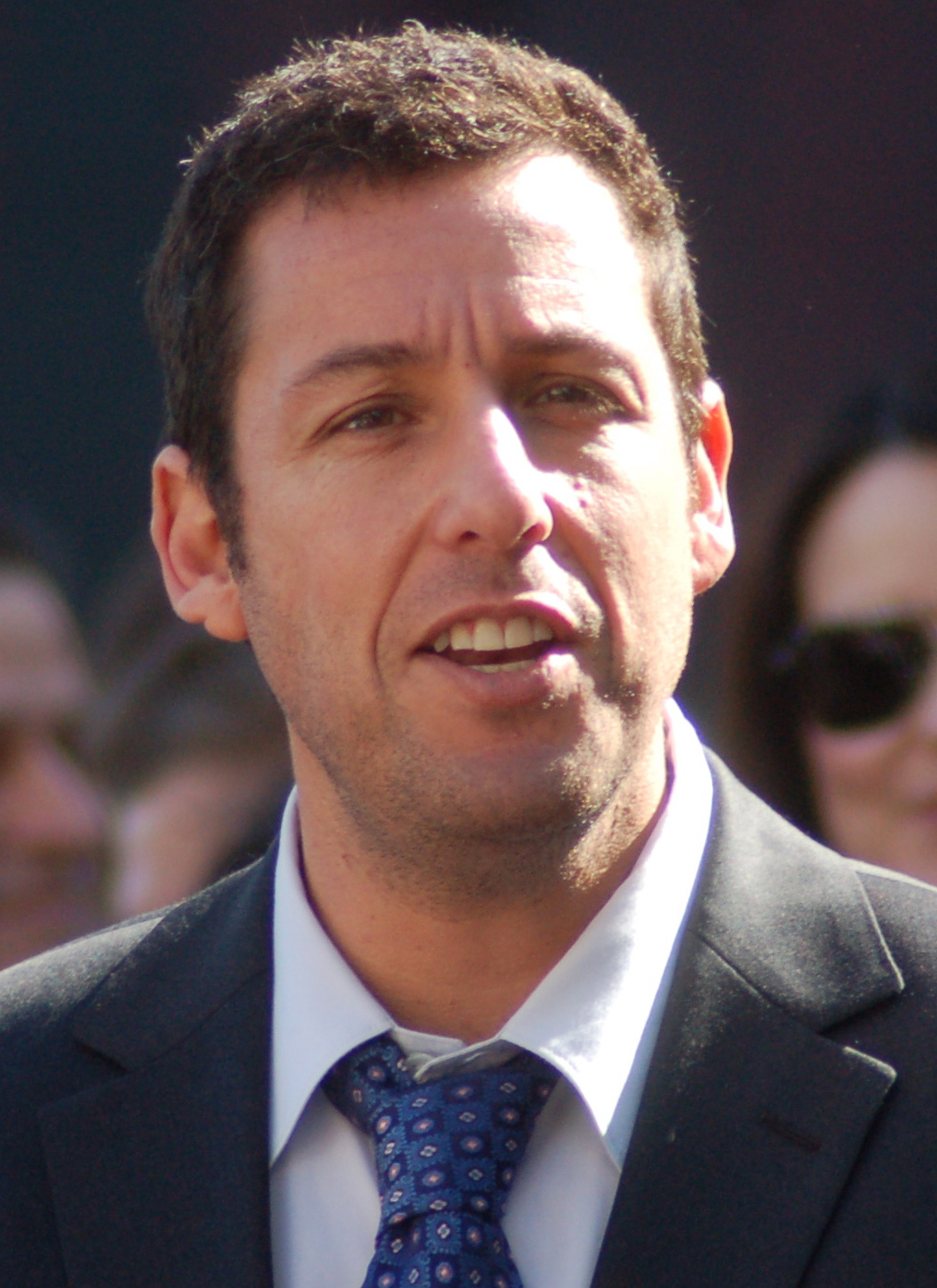
Adam Sandler (2011)

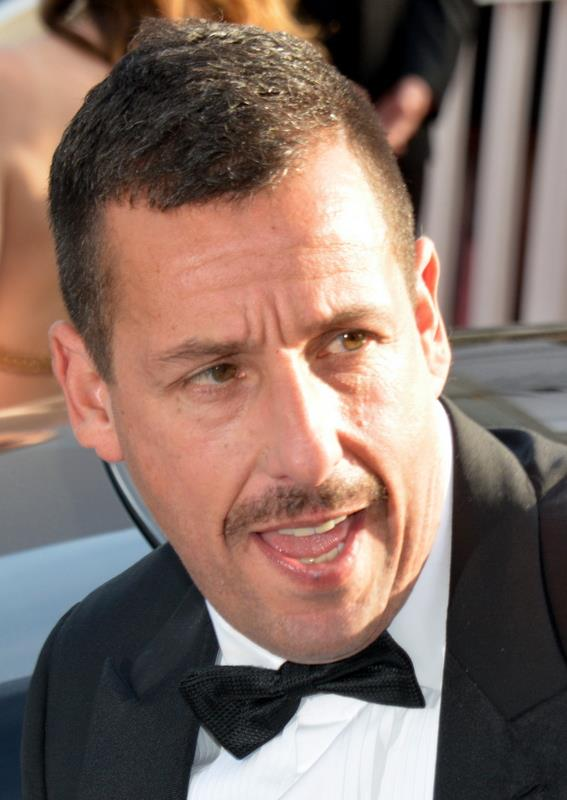
Adam Sandler na Festiwalu Filmowym w Cannes (2017)

W zestawieniu filmografii Adama Sandlera znajdują się filmy, w których był aktorem, producentem lub scenarzystą.
Sandler jest założycielem własnej firmy produkcyjnej Happy Madison Productions.

## Filmografia
| Rok  | Tytuł oryginalny                          | Tytuł polski                                     | Rola                                                | Uwagi                              |
| ---- | ----------------------------------------- | ------------------------------------------------ | --------------------------------------------------- | ---------------------------------- |
| 1989 | Going Overboard                           | Ahoj dziewczyny                                  | Schecky Moskowitz                                   | pierwsza rola filmowa              |
| 1991 | Shakes the Clown                          |                                                  | Klaun Dink                                          |                                    |
| 1993 | Coneheads                                 | Stożkogłowi                                      | Carmine                                             |                                    |
| 1994 | Airheads                                  | Odlotowcy                                        | Pip                                                 |                                    |
| 1994 | Mixed Nuts                                | Wariackie święta                                 | Louie                                               |                                    |
| 1995 | Billy Madison                             | Billy Madison                                    | Billy Madison                                       | scenarzysta                        |
| 1996 | Happy Gilmore                             | Farciarz Gilmore                                 | Happy Gilmore                                       | scenarzysta                        |
| 1996 | Bulletproof                               | Kuloodporni                                      | Archie Moses                                        |                                    |
| 1998 | The Wedding Singer                        | Od wesela do wesela                              | Robbie Hart                                         |                                    |
| 1998 | Dirty Work                                | Brudna robota                                    | Satan                                               | Cameo                              |
| 1998 | The Waterboy                              | Kariera frajera                                  | Robert „Bobby” Boucher Jr.                          | producent wykonawczy i scenarzysta |
| 1999 | Big Daddy                                 | Super tata                                       | Sonny Koufax                                        | producent wykonawczy i scenarzysta |
| 1999 | Deuce Bigalow: Male Gigolo                | Boski żigolo                                     |                                                     | Cameo                              |
| 2000 | Little Nicky                              | Mały Nicky                                       | Nicky                                               | producent wykonawczy i scenarzysta |
| 2001 | The Animal                                | Zwierzak                                         | Townie                                              | cameo; producent wykonawczy        |
| 2002 | Mr. Deeds                                 | Mr. Deeds – milioner z przypadku                 | Longfellow Deeds                                    | producent wykonawczy               |
| 2002 | Punch-Drunk Love                          | Lewy sercowy                                     | Barry Egan                                          | nominacja do Złotego Globu         |
| 2002 | Eight Crazy Nights                        | Osiem szalonych nocy                             | Davey Stone, Whitey Duvall, Eleanore Duvall (głosy) | scenarzysta i producent            |
| 2002 | A Day with the Meatball                   |                                                  | jako on sam                                         |                                    |
| 2002 | The Hot Chick                             | Gorąca laska                                     | Mambuza Bongo Guy                                   | cameo; producent wykonawczy        |
| 2003 | Anger Management                          | Dwóch gniewnych ludzi                            | Dave Buznik                                         | producent wykonawczy               |
| 2003 | Pauly Shore is Dead                       | Pauly Shore nie żyje                             |                                                     |                                    |
| 2003 | Stupidity                                 | Głupota                                          |                                                     |                                    |
| 2003 | Couch                                     |                                                  | Couch Testing Guy                                   | film krótkometr.                   |
| 2004 | 50 First Dates                            | 50 pierwszych randek                             | Henry Roth                                          | producent wykonawczy               |
| 2004 | Spanglish                                 | Trudne słówka                                    | John Clasky                                         |                                    |
| 2005 | The Longest Yard                          | Wykiwać klawisza                                 | Paul Crewe                                          | producent wykonawczy               |
| 2005 | Deuce Bigalow: European Gigolo            | Deuce Bigalow: Boski żigolo w Europie            | Javier Sandooski                                    | cameo; producent                   |
| 2006 | Click                                     | Klik: I robisz, co chcesz                        | Michael Newman                                      | producent                          |
| 2007 | Reign Over Me                             | Zabić wspomnienia                                | Charlie Fineman                                     |                                    |
| 2007 | I Now Pronounce You Chuck and Larry       | Państwo młodzi: Chuck i Larry                    | Chuck Levine                                        | producent wykonawczy               |
| 2008 | You Don't Mess with the Zohan             | Nie zadzieraj z fryzjerem                        | Zohan                                               | producent i scenarzysta            |
| 2008 | Bedtime Stories                           | Opowieści na dobranoc                            | Skeeter Bronson                                     | producent                          |
| 2009 | Funny People                              |                                                  | George Simmons                                      |                                    |
| 2010 | Grown Ups                                 | Duże dzieci                                      | Lenny Feder                                         | producent i scenarzysta            |
| 2011 | Just Go with It                           | Żona na niby                                     | dr Daniel „Danny” Maccabee                          | producent                          |
| 2011 | Jack & Jill                               | Jack i Jill                                      | Jack Sadelstein/Jill Sadelstein                     | producent i scenarzysta            |
| 2012 | That's My Boy                             | Spadaj, tato                                     | Donny Berger                                        |                                    |
| 2013 | Grown Ups 2                               | Jeszcze większe dzieci                           | Lenny Feder                                         | producent i scenarzysta            |
| 2014 | The Cobbler                               | Magik z Nowego Jorku                             | Max Simkin                                          |                                    |
| 2014 | Blended                                   | Rodzinne rewolucje                               | Jim                                                 | producent                          |
| 2015 | Pixels                                    | Piksele                                          | Sam Brenner                                         | producent                          |
| 2015 | The Ridiculous 6                          |                                                  | Tommy                                               | producent i scenarzysta            |
| 2016 | The Do-Over                               |                                                  | Max                                                 | producent                          |
| 2017 | Sandy Wexler                              |                                                  | Sandy Wexler                                        | producent i scenarzysta            |
| 2017 | The Meyerowitz Stories (New and Selected) | Opowieści o rodzinie Meyerowitz (utwory wybrane) | Danny                                               |                                    |
| 2018 | The Week Of                               | Weselny tydzień                                  | Kenny                                               | producent i scenarzysta            |
| 2019 | Murder Mystery                            | Zabójczy rejs                                    | Nick Spitz                                          | producent                          |
| 2019 | Uncut Gems                                | Nieoszlifowane diamenty                          | Howard Ratner                                       |                                    |
| 2020 | Hubie Hallowen                            | Hubie ratuje Hallowen                            | Hubie Dubois                                        |                                    |
| 2022 | Hustle                                    | Rzut życia                                       | Stanley Sugerman                                    |                                    |
| 2023 | Murder Mystery 2                          | Zabójcze wesele                                  | Nick Spitz                                          |                                    |
| 2024 | Spaceman                                  | Astronauta                                       | Jakub                                               |                                    |
| 2025 | Happy Gilmore 2                           | Farciarz Gilmore 2                               | Happy Gilmore                                       | scenarzysta                        |